# Valdetórtola
Valdetórtola è un comune spagnolo di 154 abitanti situato nella comunità autonoma di Castiglia-La Mancia.
Comprende la località di Tórtola.